# Aulexis medvedevi
Aulexis medvedevi es un insecto coleóptero de la familia Chrysomelidae.
Fue descrita científicamente por primera vez en 1988 por Eroshkina.